# Єдинаковці
Єдина́ковці (болг. Единаковци) — село в Шуменській області Болгарії. Входить до складу общини Хитрино.

## Населення
За даними перепису населення 2011 року у селі проживали 144 особи.
Національний склад населення села:
| Національність   | Кількість осіб | Відсоток |
| ---------------- | -------------- | -------- |
| турки            | 118            | 87,4%    |
| болгари          | 9              | 6,7%     |
| цигани           | 5              | 3,7%     |
| інша             | 0              | 0%       |
| не визначились   | 3              | 2,2%     |
| Всього відповіли | 135            |          |

Розподіл населення за віком у 2011 році:
Динаміка населення: